# Morro da Garça
Morro da Garça este un oraș în Minas Gerais (MG), Brazilia.